# Parc Nacional de la Vall del Cuyahoga

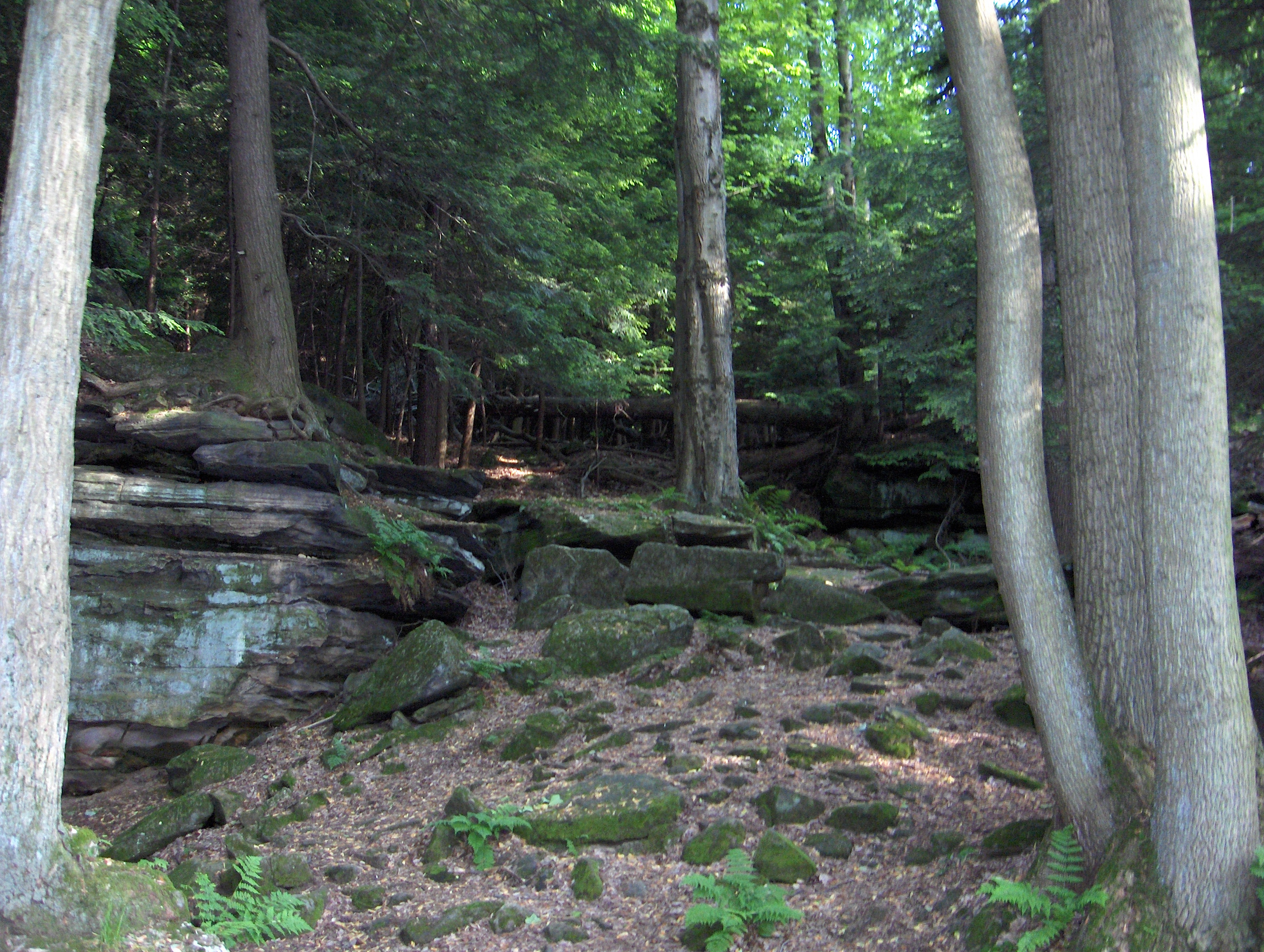
Formacions rocoses al Parc Nacional de la Vall del Cuyahoga

El Parc Nacional de la Vall del Cuyahoga (Cuyahoga Valley National Park) conserva i recupera el paisatge rural al llarg del riu Cuyahoga entre les ciutats d'Akron i Cleveland al nord-est d'Ohio als Estats Units. El parc, de 133 quilòmetres quadrats, és l'únic parc nacional (parlant estrictament) a l'estat d'Ohio. Cuyahoga significa "riu torçat" en mohawk.

## Inici del parc
Cap a l'any 1870, els habitants de les ciutats properes van començar a visitar la vall Cuyahoga per motius recreatius, tal com les passejades amb diligència i viatges de plaer amb vaixell pel canal. El 1880, el Valley Railroad es va convertir en altra manera d'escapar la vida industrial per ferrocarril. L'evolució del parc actual es va iniciar cap a l'any 1910 quan els ajuntaments de Cleveland i d'Akron van establir districtes de parcs metropolitans. El 1929, el testament de l'empresari Kendall Hayward de Cleveland va fer donació d'una propietat d'1,7 quilòmetres quadrats al voltant de Richie Ledges i d'un fons fiduciari a l'estat d'Ohio per als propòsits d'establir un parc de forma perpètua. El terreny es va designar el Parc Virgína Kendall, en honor de la seva mare. Per l'any 1930, el Cos Civil de Conservació (o el CCC, un projecte del New Deal), va construir una gran part de la infraestructura del parc actual tal com el Happy Days Lodge i els enormes aixoplucs de pícnic a Richie Ledges i Llac Kendall.

## Un nou parc nacional
Tot i que els parcs regionals van protegir llocs determinats, al voltant dels anys 1960 els ciutadans de la zona temien la destrucció de la naturalesa natural a conseqüència de l'expansió urbana a la vall Cuyahoga. Treballant amb el personal del govern estatal i nacional, van començar a cercar una solució de llarg termini. Finalment, el 27 de desembre de 1974, el president Gerald Ford va signar un projecte de llei que va establir la Cuyahoga Valley National Recreation Area (l'Àrea de Recreació Nacional de la Vall Cuyahoga).
L'àrea va ser redesignada un parc nacional l'11 d'octubre de 2000. El Servei de Parcs Nacionals l'administra juntament amb el Monument Nacional de David Berger localitzat a Beachwood (Ohio). El terreny del Coliseu Richfield, que es va enderrocar el 1999, es va incorporar al parc l'any 2000. Ara és un prat cobert d'herbes que resulta popular amb per als observadors d'aus.

## Llocs d'interès i activitats
Molts visitants passegem a peu o amb bicicleta pels senders del parc. Els senders passen per nombroses atraccions, incloent la pedra calcària triturada al llarg de les 32,2 quilòmetres del Sender Towpath (camí de sirga) que segueix una secció dels 495,7 quilòmetres de l'Ohio & Erie Canal.
Les cascades, els turons i el paisatge del riu sinuós atrauen molts visitants al parc. Els barrancs estrets i costeruts, un terreny inundable i lleugerament accidentat, i les riques terres de conreu presenten contrasts exuberants per tot el parc. La fauna és també abundant. El parc ofereix exemples de l'agricultura ecològica i de la vida rural del segle xix i les primeres dècades del segle xx. Tanmateix les exposicions d'art, els concerts a l'aire lliure, les excursions panoràmiques i els viatges especials del Valley Railroad atrauen la gent amb interessos més coetanis. Hi ha també espais d'exposició i presentació que no pertanyen al govern federal, tal com els parcs regionals de Metroparks Cleveland, els parcs del comtat de Summit (Ohio), el Blossom Music Center i l'Hale Farm & Village. Per l'any 1980, el parc va acollir el Festival Folklòric Nacional

## Camí de Sirga del Canal d'Ohio & Erie
Elaborat pel Servei de Parcs Nacionals, el Sender Towpath (Camí de sirga) és el sender principal a la vall Cuyahoga. Ofreix enllaços amb molts dels llocs naturals i històrics del parc i amb altres senders. El Sender Towpath segueix la ruta històrica del canal d'Ohio i Erie. Abans del canal, Ohio era escassament poblat i el transport fora de l'estat difícil. El lliurament de les collites al mercat va ser gairebé impossible. El canal, construït entre el 1825 i el 1832, va proporcionar una ruta de transport excel·lent des de Cleveland, ubicat al llac Erie, fins a Portsmouth (Ohio), ubicat al riu Ohio. De fet el canal va unir Ohio amb la regió oriental dels Estats Units. Al llarg del sender hi ha nombroses exposicions que ofereixen informació sobre les característiques del canal i els llocs d'interès històric. També hi ha una visita virtual.
Avui els visitants poden seguir el mateix camí que les muls van utilitzar per a remolcar els vaixells carregats amb mercaderies i passatgers. L'escenari és diferent del que era llavors, quan el canal estava ple d'aigua i quan portava un flux constant de vaixells entre les converses constants dels "canalistes." Al llarg del camí, hi ha evidència també dels castors que es pot veure en molts llocs.

## Punts d'accés del Sender Towpath
- Lock 39

(Resclosa 39) 

800 Rockside Road, Independence (Ohio)

- Canal Visitors Center and Boarding Station

(Centre de Visitants del Canal i Estació d'Abordatge)

7104 Canal Road, Valley View (Ohio)

1,5 milles (2,4 km) al sud de Rockside Road. 

- Frazee House

(Masia Frazee)

7733 Canal Road, Valley View (Ohio)

3,5 milles (5,6 km) al sud de Rockside Road

- Station Point Bridge

(Pont Station Point [o de la Punta d'Estació])

13513 Station Road, Brecksville (Ohio)

- Red Lock

(Resclosa Vermella) 

1175 Highland Road, Sagamore Hills (Ohio)

- Boston Store Visitors Center

(Center de Visitants de Boston Store [o del Magatzem de Boston])

1548 Boston Mills Road, Peninsula (Ohio)

0,1 milles (0,16 km) a l'est de Riverview Road

- Lock 29

(Resclosa 29) 

1648 Mill Street, Peninsula (Ohio)

- Hunt Farm Visitor Information Center

(Centre de Visitants de Hunt Farm [o de la Masia Hunt])

2045 Bolanz Road, Peninsula (Ohio)

Es troba entre Akron-Peninsula Road i Riverview Road
- Ira Trailhead

(Entrada de Ira)

3801 Riverview Road, Peninsula (Ohio)

Un punt d'accés del Sender Towpath amb oportunitats d'ocelleig